# Sant Esteve de Peratallada
Sant Esteve de Peratallada és una església romànica protegida com a bé cultural d'interès local del municipi de Forallac (Baix Empordà).

## Descripció

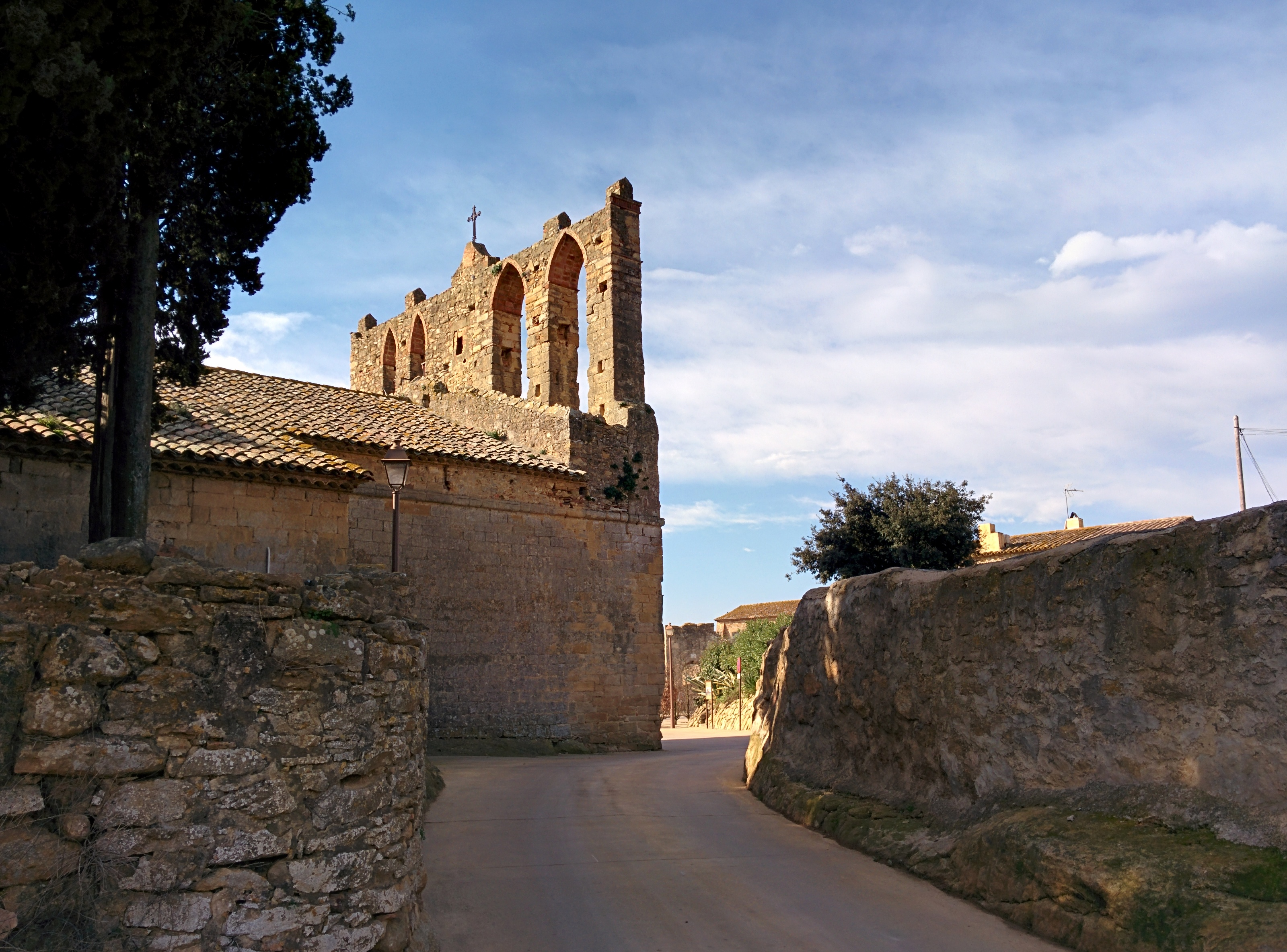

Església romànica de dues naus amb sengles absis semicirculars, de dimensions poc més grans la de migdia. Al costat sud hi ha capelles laterals i la sagristia bastides tardanament. Les voltes són apuntades. Al frontis, al sector meridional, hi ha la portada de gran dovellatge amb motllurats, un rosetó i tres mènsules. Els absis conserven llurs finestres romàniques; el meridional fou sobrealçat amb una torre, tardanament. L'edifici és construït amb grans carreus ben escairats.
L'ossera de Gilabert de Cruïlles, senyor de Peratallada, mort l'11 de juliol del 1348. L'ossera es troba a la nau septentrional de l'església parroquial, damunt un sòcol de pedra tallada. A la cara frontal de la caixa i emmacats per una sanefa amb motius vegetals hi ha la llegenda funerària on hi diu: "HIC IACET NOBILIS VIR : DN9 GILABERT9 DE CRU : DILIIS DN9 DE PETRACIS : SA QI OBIIT XI DIE IULII : ANO DNI M CCC XL VIII : CVI9 AIA REQIESCAT IN : PACE AMEN".
Al costats sengles escuts en relleu inscrits en cercles lobulats. El de la dreta, el dels Cruïlles, representat per un camp amb petites creus. Mentre que en el de l'esquerra hi ha un lleó rampant adoptat en l'escut de Forallac. Als laterals es repeteix el mateix tema. Conserva bona part de la policromia.

## Història

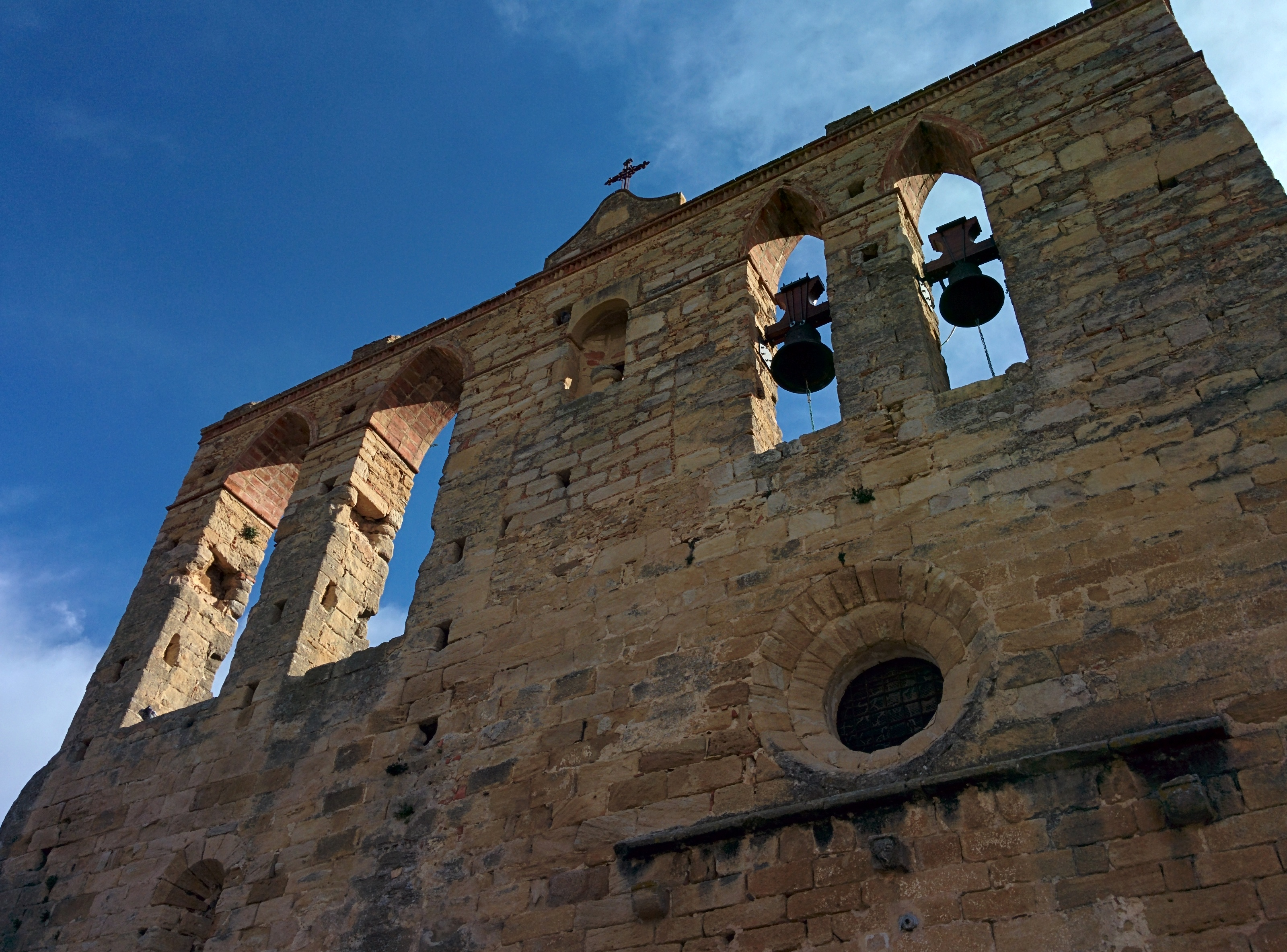

L'any 1202, Gilabert de Cruïlles prestà homenatge al bisbe de Girona pel delme e la parròquia de "Sancti Stephani de Petracissa".
De l'any 1222 és el reconeixement fet per Ermessenda de Peratallada de la pertinença dels delmes d'aquesta parròquia per part de la Seu de Girona.
L'església de "Petracisa" -i també la capella dels seu castell. Figuren a les "Rationes Decimarum" dels anys 1279 i 1280. També es relaciona als nomenclàtors de parròquies de la Diòcesi del S.XIV i posteriors.
En aquesta església s'hi venerava la imatge de "la Santíssima Majestat", dada que coneixem pels seus goigs, que amb tota probabilitat devia ser romànica. Desaparegué com tot el mobiliari litúrgic antic del temple. L'església parroquial es troba extramurs del poble, a uns 200 metres del portal nord de la muralla; a la vora —al Mas Bou Negre— es coneix un jaciment arqueològic preromà.
El patronímic Gilabert fou molt repetit entre els personatges de les diferents branques eixides de la línia troncal d'aquest llinatge que prengué el nom del seu domini originari al poble de Cruïlles. El senyor de Peratallada al qual pertany l'ossera fou Gilabert V de Cruïlles i Dionís, fill de Bernat Peratallada i, per tant, net de Gilabert IV de Cruïlles i de Bestracà qui, en casar-se vers el 1249 amb la pubilla Guillema Peratallada uní aquests dos casals i formà l'extens domini feudal baix empordanès dels Cruïlles Peratallada. Gilabert V fou governador de València en 1329. Es casà amb una filla natural del rei de Mallorca. Morí, com consta a la sepultura el 1348 i el succeí el seu fill Gilabert VI de Cruïlles i de Mallorca, almirall, guerrer i personalitat notable durant els regnats d'Alfons III, Pere III i Joan I.